# رودولفو غامارا
رودولفو فيسينتي غامارا فاريلا (بالإسبانية: Rodolfo Vicente Gamarra Varela)‏ (مواليد 10 ديسمبر 1988 في أسونسيون) لاعب كرة قدم باراغواياني يلعب حاليا لصالح نادي ليبيرتاد الباراغواياني .

## روابط خارجية
- رودولفو غامارا على موقع الاتحاد الدولي (مؤرشف)  (الإنجليزية)
- رودولفو غامارا على موقع قاعدة بيانات كرة القدم.إي يو (الإنجليزية)
- رودولفو غامارا على موقع ناشيونال فوتبول تيمز (الإنجليزية)
- رودولفو غامارا على موقع Soccerway.com (الإنجليزية)
- رودولفو غامارا على موقع عالم كرة القدم.نت (الإنجليزية)
- رودولفو غامارا على موقع كووورة
- رودولفو غامارا على موقع AS.com (الإسبانية)